# Aonach air Chrith
Aonach air Chrith är ett berg i Storbritannien.   Det ligger i kommunen Highland och riksdelen Skottland, i den nordvästra delen av landet, 700 km nordväst om huvudstaden London. Toppen på Aonach air Chrith är 1 021 meter över havet.
Terrängen runt Aonach air Chrith är huvudsakligen kuperad. Trakten runt Aonach air Chrith är nära nog obefolkad, med mindre än två invånare per kvadratkilometer. Det finns inga samhällen i närheten. Trakten runt Aonach air Chrith består i huvudsak av gräsmarker.